# Peter Thuruthikonam
Peter Thuruthikonam (Malayalam പീറ്റർ തുരുത്തിക്കോണം; * 1. August 1929 in Tiruvalla, Kerala; † 5. September 2011 in Kochi) war ein indischer römisch-katholischer Geistlicher und Bischof von Vijayapuram.

## Leben
Peter Thuruthikonam begann seine religiösen Studien zunächst im Rahmen der Josefs-Mission von zuhause aus und absolvierte sein Studium der Theologie und Philosophie am Päpstlichen St.Josephs-Institut in Aluva. Er empfing am 12. März 1959 das Sakrament der Priesterweihe und wurde in den Klerus des Bistums Vijayapuram inkardiniert. Er war unter anderem in Thiruvanchoor, Kanchrapara, Vadavathoor und Chengalam tätig. Thuruthikonam engagierte sich vor allem in der Missionsarbeit. 1966 wurde er Kanzler der Diözese, später Sekretär von Bischof John Ambrose Abasolo y Lecue OCD. Mit Amtsübernahme von Bischof Cornelius Elanjikal 1971 wurde er Pro-Generalvikar.
Papst Johannes Paul II. ernannte ihn am 5. Mai 1988 zum Bischof von Vijayapuram. Der Erzbischof von Verapoly Cornelius Elanjikal spendete ihm am 4. August 1988 die Bischofsweihe; Mitkonsekratoren waren Kuriakose Kunnacherry, Bischof von Kottayam, und Joseph Gabriel Fernandez, Bischof von Quilon. Er war Mitglied der katholischen Bischofskonferenz von Kerala. Er vertrat Indien in der CCA-FABC (Federation of Asian Bishops’ Conferences). Am 8. Mai 2006 nahm Papst Benedikt XVI. seinen altersbedingten Rücktritt an.
Thuruthikonam verstarb am 5. September 2011 in einem Privatkrankenhaus in Kochi, in das er einige Tage zuvor aufgrund von kardiovaskulären Problemen eingeliefert worden war, an einem Herzinfarkt.